# Aerugiet

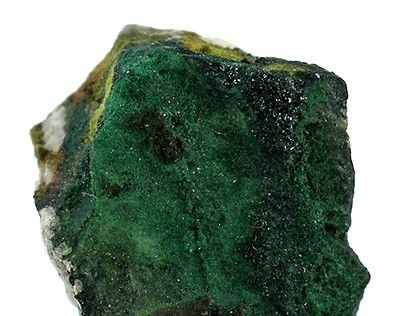
Aerugiet

Aerugiet is een nikkelhoudend mineraal met de chemische samenstelling Ni17As6O32. De naam is afgeleid van het Griekse woord voor koperroest: aerugos (αὲρυγος). De hardheid op de schaal van Mohs is 4 en het mineraal heeft een specifieke zwaartekracht van 5,85 tot 5,95. Het mineraal is niet magnetisch en niet radioactief. Het wordt meestal aangetroffen in ertsen.
Aerugiet werd voor het eerst beschreven in 1858. De ontdekkingsplaats wordt betwist: ofwel Cornwall in Engeland ofwel het Ertsgebergte in Duitsland.